# كتانية (جنس)
الكَتَّانِيَّة  أو اللِينَارية (باللاتينية: Linaria) جنس من النباتات من الفصيلة الحملية من رتبة الشفويات يشمل نحو 100 نوع.

## أسماء أخرى
- المخلصة، حباحب، مكنسة وجوز، أرفانيو.

## من أنواع الكتانيةالواطنةفيالوطن العربي
1. كتانية اوشيه (باللاتينية: Linaria aucheri) في بلاد الشام
2. الكتانية الأطلسية (باللاتينية: Linaria atlantica) في المغرب العربي
3. الكتانية البسيطة (باللاتينية: Linaria simplex) في بلاد الشام وسيناء والمغرب العربي وحوض البحر الأبيض المتوسط
4. الكتانية البليسرية (باللاتينية: Linaria pelisseriana) في بلاد الشام والمغرب العربي وجنوب أوروبا
5. الكتانية بيضاء الجبهة (باللاتينية: Linaria albifrons) في بلاد الشام
6. الكتانية ثلاثية الأوراق (باللاتينية: Linaria triphylla) في بلاد الشام والمغرب العربي وجنوب أوروبا
7. الكتانية جينيستية الأوراق (باللاتينية: Linaria genistifolia) في بلاد الشام
8. الكتانية الحقلية (باللاتينية: Linaria arvensis) في بلاد الشام والمغرب العربي
9. الكتانية الحلبية (باللاتينية: Linaria chalepensis) في بلاد الشام
10. الكتانية الدبقة (باللاتينية: Linaria viscosa) في المغرب العربي وإيطاليا وإسبانيا والبرتغال
11. الكتانية الدمشقية (باللاتينية: Linaria damascena) في بلاد الشام
12. الكتانية الرقيقة (باللاتينية: Linaria tenuis) في بلاد الشام
13. الكتانية الرملية (باللاتينية: Linaria arenaria) في المغرب العربي وإسبانيا وفرنسا
14. الكتانية الريفية (باللاتينية: Linaria riffea) في المغرب العربي
15. الكتانية الزاهية (باللاتينية: Linaria haelava) في بلاد الشام ومصر والمغرب العربي وقبرص
16. الكتانية صغيرة السداة (باللاتينية: Linaria micrantha) في بلاد الشام
17. الكتانية صنوبرية الأوراق (باللاتينية: Linaria pinifolia) في المغرب العربي
18. الكتانية العسقلانية (باللاتينية: Linaria ascalonica) في بلاد الشام
19. الكتانية الغربية (باللاتينية: Linaria gharbensis) في المغرب العربي وإسبانيا
20. الكتانية الفيليبية (باللاتينية: Linaria filipes) في بلاد الشام
21. الكتانية قلبية الأوراق (باللاتينية: Linaria corifolia) في بلاد الشام
22. الكتانية القلمونية (باللاتينية: Linaria antilibanotica) في بلاد الشام
23. الكتانية المتدلية (باللاتينية: Linaria pedunculata) في المغرب العربي وإسبانيا والبرتغال
24. الكتانية مجنحة البذور (باللاتينية: Linaria pterospora) في بلاد الشام
25. الكتانية المراكشية (باللاتينية: Linaria maroccana) في المغرب العربي
26. الكتانية المصرية (باللاتينية: Linaria aegyptica) في بلاد الشام وسيناء
27. الكتانية الهزيلة (باللاتينية: Linaria macilenta) في سيناء
28. الكتانية وافرة الأزهار (باللاتينية: Linaria floribunda) في بلاد الشام وسيناء
29. الكتانية اليافاوية (باللاتينية: Linaria joppensis) في بلاد الشام

## من أنواع الكتانية غير الموجودة في الوطن العربي
- الكتانية الأرجوانية (باللاتينية: Linaria purpurea) في إيطاليا وصقلية
- لكتانية الألبية (باللاتينية: Linaria alpina) في البلقان ووسط أوروبا وغربها
- الكتانية الأنيقة (باللاتينية: Linaria elegans) في إسبانيا والبرتغال
- الكتانية الثلجية (باللاتينية: Linaria nivea) في إسبانيا
- الكتانية الرمادية (باللاتينية: Linaria glauca) في إسبانيا
- الكتانية الزاحفة (باللاتينية: Linaria repens) في جنوب أوروبا
- الكتانية الشائعة (باللاتينية: Linaria vulgaris) في تركيا ومعظم مناطق أوروبا
- الكتانية صغيرة الكأسيات (باللاتينية: Linaria microsepala) في كرواتيا
- الكتانية الطبشورية (باللاتينية: Linaria cretacea) في أوكرانيا وجنوب روسيا
- الكتانية المفترشة (باللاتينية: Linaria diffusa) في إسبانيا والبرتغال

## أنواع وضعت ضمن أجناس أخرى
- كتانية الشقوق (باللاتينية: Linaria cymbalaria) وهذا الاسم مرادف لنبات السيمبالاريا الجدارية (باللاتينية: Cymbalaria muralis) في بلاد الشام والمغرب العربي وجنوب أوروبا